# 大林勝
大林 勝（おおばやし まさる、1971年12月3日 - ）は、日本の俳優、スーツアクター。ジャパンアクションエンタープライズ所属。東京都出身。血液型はA型。趣味は音楽鑑賞。

## 人物
主にスーパー戦隊シリーズや平成仮面ライダーシリーズなどの特撮番組で怪人役のスーツアクターとして活動。女性キャラのスーツアクターを担当することも多く、コミカルなキャラクターも得意としている。
2017年『宇宙戦隊キュウレンジャー』のバランス / テンビンゴールド役で、1996年の『激走戦隊カーレンジャー』以来二十数年ぶりとなるメインヒーロー役を務めた。

## 出演

### テレビドラマ
- ミラクル・仮面高校生（1995年）
- 闇のパープル・アイ（1996年）
- チェンジ!（1998年）
- スカイハイ（2003年）
- 武蔵 MUSASHI（2003年） - 雑兵 役
- 西遊記（2006年） - 手下 役
- 神の舌を持つ男（2016年） - 吹き替え

### 特撮テレビドラマ
- スーパー戦隊シリーズ（テレビ朝日）
  - 超力戦隊オーレンジャー（1995年 - 1996年） - 警官 役
  - 激走戦隊カーレンジャー（1996年 - 1997年） - イエローレーサー[1][2]、ドーザーファイター[要出典]
  - 星獣戦隊ギンガマン（1998年 - 1999年）
  - 救急戦隊ゴーゴーファイブ（1999年 - 2000年）
  - 未来戦隊タイムレンジャー（2000年 - 2001年） - ロンダーズ囚人、ゼニット[要出典]、警官 役
  - 百獣戦隊ガオレンジャー（2001年 - 2002年）
  - 忍風戦隊ハリケンジャー（2002年 - 2003年） - 宇宙忍者、黒子ロボ[5]、再生マンマルバ[6]、下忍マゲラッパ[6]
  - 爆竜戦隊アバレンジャー（2003年 - 2004年） - トリノイド、ギガノイド、バーミア兵[7]
  - 特捜戦隊デカレンジャー（2004年 - 2005年） - バリゲ星人ミリバル（人間体・声・スーツアクター）[8]、デカブライト[9]、デカレッド[10]、アリエナイザー[注釈 1]、ドロイド[17]
  - 魔法戦隊マジレンジャー（2005年 - 2006年） - バンキュリア[1][2]、マジマーメイド[18]
  - 轟轟戦隊ボウケンジャー（2006年 - 2007年） - レイ / クエスター・レイ[19]、シルベガミ（声・スーツアクター）
  - 獣拳戦隊ゲキレンジャー（2007年 - 2008年） - エレハン・キンポー[1]、ムコウア（声・スーツアクター）
  - 炎神戦隊ゴーオンジャー（2008年 - 2009年） - 蛮機獣、ウガッツ、警官、ユーレイ 役
  - 侍戦隊シンケンジャー（2009年 - 2010年） - シンケングリーン（第48幕）[20]、骨のシタリ[1]、アヤカシ[21]（ナリスマシの声・スーツアクター[22]）、黒子、男 役
  - 天装戦隊ゴセイジャー（2010年 - 2011年） - ブロブの膜イン[1]、マトロイド、ヒドラパーンヘッダーのロー・オ・ザー・リ、魔虫兵ビービ[要出典]、医師 役
  - 海賊戦隊ゴーカイジャー（2011年 - 2012年） - インサーン[1]、骨のシタリ（第40話）[要出典]、サラリーマン（第46話）、グレートインサーン[1]、ゴーカイグリーン[23] 役
  - 特命戦隊ゴーバスターズ（2012年 - 2013年）
  - 獣電戦隊キョウリュウジャー（2013年 - 2014年）
  - 烈車戦隊トッキュウジャー（2014年 - 2015年） - ハンマーシャドー[24]
  - 手裏剣戦隊ニンニンジャー（2015年 - 2016年）
  - 動物戦隊ジュウオウジャー（2016年 - 2017年） - 鰐男[25]、釣り人 役
  - 宇宙戦隊キュウレンジャー（2017年 - 2018年） - バランス / テンビンゴールド[26][2]
  - 快盗戦隊ルパンレンジャーVS警察戦隊パトレンジャー（2018年 - 2019年） - パトレン2号[27][28]
  - 騎士竜戦隊リュウソウジャー（2019年 - 2020年） - 大人A（第19話） 役
  - 魔進戦隊キラメイジャー（2020年 - 2021年） - 監督（エピソード3[29]、エピソード15）、リセットボタン邪面（11）[30] 役
  - 暴太郎戦隊ドンブラザーズ（2022年 - 2023年） - 高速鬼（ドン14話）[31]、オニシスター（他戦隊へのアバターチェンジ時）[32]
  - 王様戦隊キングオージャー（2023年 - 2024年）
  - 爆上戦隊ブンブンジャー（2024年 - ）
- 仮面ライダーシリーズ
  - 仮面ライダーBLACK（1987年 - 1988年、TBS） - ゴルゴム親衛隊 役
  - 仮面ライダークウガ（2000年 - 2001年、テレビ朝日） - 警察官 役
  - 仮面ライダー龍騎（2002年 - 2003年、テレビ朝日） - ミラーモンスター[33]（マガゼール[34]、シアゴースト[35]、レイドラグーン[35]）
  - 仮面ライダー555（2003年 - 2004年、テレビ朝日）
  - 仮面ライダー剣（2004年 - 2005年、テレビ朝日）
  - 仮面ライダーカブト（2006年 - 2007年、テレビ朝日） - ひったくり 役
  - 仮面ライダー電王（2007年 - 2008年、テレビ朝日） - ひったくり 役
  - 仮面ライダーキバ（2008年 - 2009年、テレビ朝日）
  - 仮面ライダーディケイド（2009年、テレビ朝日） - 骨のシタリ、グロンギ[要出典]、屈強な男 役
  - 仮面ライダーW（2009年 - 2010年、テレビ朝日）
  - 仮面ライダーフォーゼ（2011年 - 2012年、テレビ朝日）
  - 仮面ライダードライブ（2014年 - 2015年、テレビ朝日） - フリーズロイミュード[36]、警官 役
  - 仮面ライダーゴースト（2015年 - 2016年、テレビ朝日）
  - 仮面ライダーエグゼイド（2016年 - 2017年、テレビ朝日）
  - 仮面ライダージオウ（2018年 - 2019年、テレビ朝日）
  - 仮面ライダーゼロワン（2019年 - 2020年、テレビ朝日）
- メタルヒーローシリーズ
  - 特警ウインスペクター（1990年 - 1991年、テレビ朝日） - 野々山真一 役
  - 特捜エクシードラフト（1992年 - 1993年、テレビ朝日） - 柴田の手下（第37話） 役
  - ビーロボカブタック（1997年 - 1998年、テレビ朝日） - コブランダー・ノーマルモード[37]
  - テツワン探偵ロボタック（1998年 - 1999年、テレビ朝日）
- 燃えろ!!ロボコン（1999年 - 2000年、テレビ朝日） - ロボイド 他

#### テレビスペシャル
- 手裏剣戦隊ニンニンジャーVS仮面ライダードライブ 春休み合体1時間スペシャル（2015年、テレビ朝日）

### 映画
- 梟の城（1999年）
- 陰陽師II（2003年）
- スーパー戦隊シリーズ
  - 特捜戦隊デカレンジャー THE MOVIE フルブラスト・アクション（2004年）
  - 魔法戦隊マジレンジャー THE MOVIE インフェルシアの花嫁（2005年） - バンキュリア[38]
  - 轟轟戦隊ボウケンジャー THE MOVIE 最強のプレシャス（2006年） - クエスター・レイ[要出典]
  - 電影版 獣拳戦隊ゲキレンジャー ネイネイ!ホウホウ!香港大決戦（2007年）
  - 劇場版 炎神戦隊ゴーオンジャーVSゲキレンジャー（2009年） - ゲキブルー[要出典]
  - 侍戦隊シンケンジャー 銀幕版 天下分け目の戦（2009年） - 骨のシタリ[39]
  - 侍戦隊シンケンジャーVSゴーオンジャー 銀幕BANG!!（2010年） - 骨のシタリ、ゴーオングリーン[要出典]、筋殻アクマロ[40]、バッチード[41]
  - 天装戦隊ゴセイジャー エピックON THEムービー（2010年） - ブロブの膜イン[要出典]、タクシー運転手 役
  - 天装戦隊ゴセイジャーVSシンケンジャー エピックon銀幕（2011年） - 骨のシタリ[42]、シンケングリーン[43]
  - ゴーカイジャー ゴセイジャー スーパー戦隊199ヒーロー大決戦（2011年） - ゴーカイグリーン[44]、開発技官インサーン
  - 海賊戦隊ゴーカイジャー THE MOVIE 空飛ぶ幽霊船（2011年） - 開発技官インサーン[要出典]
  - 特命戦隊ゴーバスターズ THE MOVIE 東京エネタワーを守れ!（2012年）
  - 獣電戦隊キョウリュウジャーVSゴーバスターズ 恐竜大決戦! さらば永遠の友よ（2014年）
  - 烈車戦隊トッキュウジャーVSキョウリュウジャー THE MOVIE（2015年）
  - 手裏剣戦隊ニンニンジャーVSトッキュウジャー THE MOVIE 忍者・イン・ワンダーランド（2016年）
  - 劇場版 動物戦隊ジュウオウジャー ドキドキサーカスパニック!（2016年）
  - 劇場版 動物戦隊ジュウオウジャーVSニンニンジャー 未来からのメッセージ from スーパー戦隊（2017年）
  - 宇宙戦隊キュウレンジャー THE MOVIE ゲース・インダベーの逆襲（2017年） - バランス [45]
  - 快盗戦隊ルパンレンジャーVS警察戦隊パトレンジャー en film（2018年） - パトレン2号[28]
  - 騎士竜戦隊リュウソウジャー THE MOVIE タイムスリップ!恐竜パニック!!（2019年）
  - 劇場版 騎士竜戦隊リュウソウジャーVSルパンレンジャーVSパトレンジャー（2020年） - パトレン2号、大林 役[46]
  - 魔進戦隊キラメイジャー エピソードZERO（2020年）[47]
  - 暴太郎戦隊ドンブラザーズ THE MOVIE 新・初恋ヒーロー（2022年）
- 仮面ライダーシリーズ
  - 劇場版 さらば仮面ライダー電王 ファイナル・カウントダウン（2008年）
  - オーズ・電王・オールライダー レッツゴー仮面ライダー（2011年） - 怪人、ショッカー戦闘員
  - 劇場版 仮面ライダードライブ サプライズ・フューチャー（2015年）
  - 仮面ライダー×仮面ライダー ゴースト&ドライブ 超MOVIE大戦ジェネシス（2015年）
  - 仮面ライダー1号（2016年）
  - 劇場版 仮面ライダーゴースト 100の眼魂とゴースト運命の瞬間（2016年）
  - 平成仮面ライダー20作記念 仮面ライダー平成ジェネレーションズ FOREVER（2018年）
  - 劇場版 仮面ライダージオウ Over Quartzer（2019年）[48]
  - 仮面ライダー 令和 ザ・ファースト・ジェネレーション（2019年）[49]
- スーパーヒーロー大戦シリーズ
  - 仮面ライダー×スーパー戦隊 スーパーヒーロー大戦（2012年） - ゴーカイグリーン
  - 平成ライダー対昭和ライダー 仮面ライダー大戦 feat.スーパー戦隊（2014年）
  - スーパーヒーロー大戦GP 仮面ライダー3号（2015年）
  - 仮面ライダー×スーパー戦隊 超スーパーヒーロー大戦（2017年）
- 海賊戦隊ゴーカイジャーVS宇宙刑事ギャバン THE MOVIE（2012年） -開発技官インサーン[要出典]

### オリジナルビデオ
- ビーロボカブタック クリスマス大決戦!!（1997年）
- 燃えろ!!ロボコンVSがんばれ!!ロボコン（1999年）
- スーパー戦隊シリーズ
  - 救急戦隊ゴーゴーファイブ 激突!新たなる超戦士（1999年） - 使い魔インプス[要出典]
  - 特捜戦隊デカレンジャーVSアバレンジャー（2005年） - トリノイド0号サウナギンナン[要出典]
  - 魔法戦隊マジレンジャーVSデカレンジャー（2006年） - 妖幻密使バンキュリア[要出典]
  - 轟轟戦隊ボウケンジャーVSスーパー戦隊（2007年） - マジイエロー[要出典]
  - 獣拳戦隊ゲキレンジャー スペシャルDVD ギュンギュン!拳聖大運動会（2007年）
  - 獣拳戦隊ゲキレンジャーVSボウケンジャー（2008年）
  - 侍戦隊シンケンジャー スペシャルDVD 光侍驚変身（2009年）
  - 帰ってきた侍戦隊シンケンジャー 特別幕（2010年）
  - 帰ってきた天装戦隊ゴセイジャー last epic（2011年）
  - 海賊戦隊ゴーカイジャー キンキンに!ド派手に行くぜ!36段ゴーカイチェンジ!!（2011年） - 開発技官インサーン[要出典]
  - 帰ってきた獣電戦隊キョウリュウジャー 100 YEARS AFTER（2014年）
  - 烈車戦隊トッキュウジャー さらばチケットくん! 荒野の超トッキュウバトル!!（2014年）
  - 行って帰ってきた烈車戦隊トッキュウジャー 夢の超トッキュウ7号（2015年）
  - 特捜戦隊デカレンジャー 10 YEARS AFTER（2015年） - イーガロイド[50]
  - 帰ってきた手裏剣戦隊ニンニンジャー ニンニンガールズVSボーイズ FINAL WARS（2016年） -  - アカニンジャー（旋風）[51]
  - 動物戦隊ジュウオウジャー スーパー動物大戦（2016年）
  - 帰ってきた動物戦隊ジュウオウジャー お命頂戴!地球王者決定戦（2017年）
  - ルパンレンジャーVSパトレンジャーVSキュウレンジャー（2019年） - バランス[52]
  - 忍風戦隊ハリケンジャーでござる! シュシュッと20th Anniversary（2023年） - ハリケンイエロー
- 仮面ライダーシリーズ
  - てれびくん超バトルDVD 仮面ライダードライブ シークレット・ミッション type LUPIN ～ルパン、最後の挑戦状～（2015年）
  - ドライブサーガ 仮面ライダーチェイサー（2016年）
  - ビルド NEW WORLD 仮面ライダーグリス（2019年）
  - 仮面ライダージオウ NEXT TIME ゲイツ、マジェスティ（2020年）

### 舞台
- 劇団☆新感線
  - 「髑髏城の七人」（1997年） - 龍舌丸 役
  - 「西遊記」（1999年）
  - 「阿修羅城の瞳」（2000年） - 黄熊鬼 役
  - 「アテルイ」（2002年）
  - 「髑髏城の七人」アカドクロ版（2004年） - 鉄機兵 役
- 阿佐ヶ谷スパイダース
  - 「みつばち」（2003年） - 小助 役
  - 「桜飛沫 〜さくらしぶき〜」（2006年） - 郷地蚕之佑（郷地三男） / 木兵衛 役
  - 「少女とガソリン」（2007年）
- ウーマンリブ VOL.8「轟天VS港カヲル」（2004年） - モロQ 役

### バラエティ
- ぐるぐるナインティナイン（2003年、日本テレビ） - 忍者 役
- 関ジャニ特命捜査班7係（2016年、日本テレビ） - チンピラ 役
- 日曜もアメトーーク!「スーパー戦隊芸人」（2017年7月30日、テレビ朝日）

### CM
- コニカ 撮りっきりコニカMINI（1996年） - 山﨑吹き替え
- 日本生命 スカイセレクト（2004年） - サラリーマン 役

### ネットムービー
- スーパー戦隊シリーズ
  - from Episode of スティンガー 宇宙戦隊キュウレンジャー ハイスクールウォーズ（2017年）
  - 快盗戦隊ルパンレンジャー＋警察戦隊パトレンジャー 〜究極の変合体！〜（2018年）
  - 警察戦隊パトレンジャー Feat. 快盗戦隊ルパンレンジャー ～もう一人のパトレン2号～（2018年）
  - 王様戦隊キングオージャー ラクレス王の秘密（2023年）
  - 暴太郎戦隊ドンブラザーズVS暴太郎戦隊ドンブリーズ（2023年）
- JAEオリジナル ショートムービー「華麗なる追跡 TARGET-標的-」（2015年） - 男F 役